# Noisy-le-Roi
Noisy-le-Roi és un municipi francès, situat al departament d'Yvelines i a la regió d'Illa de França. L'any 2007 tenia 8.045 habitants.
Forma part del cantó de Verneuil-sur-Seine, del districte de Versalles i de la Comunitat d'aglomeració Versailles Grand Parc.

## Demografia

### Població
El 2007 la població de fet de Noisy-le-Roi era de 8.045 persones. Hi havia 3.043 famílies, de les quals 755 eren unipersonals (266 homes vivint sols i 489 dones vivint soles), 854 parelles sense fills, 1.228 parelles amb fills i 206 famílies monoparentals amb fills.
La població ha evolucionat segons el següent gràfic:
Habitants censats

### Habitatges
El 2007 hi havia 3.268 habitatges, 3.066 eren l'habitatge principal de la família, 20 eren segones residències i 182 estaven desocupats. 1.542 eren cases i 1.556 eren apartaments. Dels 3.066 habitatges principals, 2.310 estaven ocupats pels seus propietaris, 680 estaven llogats i ocupats pels llogaters i 76 estaven cedits a títol gratuït; 182 tenien una cambra, 212 en tenien dues, 414 en tenien tres, 537 en tenien quatre i 1.721 en tenien cinc o més. 2.608 habitatges disposaven pel capbaix d'una plaça de pàrquing. A 1.187 habitatges hi havia un automòbil i a 1.662 n'hi havia dos o més.

### Piràmide de població
La piràmide de població per edats i sexe el 2009 era:
| Homes | Edats   | Dones |
| ----- | ------- | ----- |
| 0     | 95 o +  | 8     |
| 4     | 90 a 94 | 12    |
| 20    | 85 a 89 | 52    |
| 12    | 80 a 84 | 40    |
| 80    | 75 a 79 | 96    |
| 120   | 70 a 74 | 88    |
| 132   | 65 a 69 | 180   |
| 176   | 60 a 64 | 208   |
| 296   | 55 a 59 | 272   |
| 304   | 50 a 54 | 356   |
| 296   | 45 a 49 | 384   |
| 324   | 40 a 44 | 292   |
| 240   | 35 a 39 | 268   |
| 180   | 30 a 34 | 212   |
| 169   | 25 a 29 | 168   |
| 230   | 20 a 24 | 184   |
| 328   | 15 a 19 | 292   |
| 340   | 10 a 14 | 352   |
| 332   | 5 a 9   | 336   |
| 168   | 0 a 4   | 168   |

## Economia
El 2007 la població en edat de treballar era de 5.095 persones, 3.579 eren actives i 1.516 eren inactives. De les 3.579 persones actives 3.289 estaven ocupades (1.774 homes i 1.515 dones) i 291 estaven aturades (138 homes i 153 dones). De les 1.516 persones inactives 279 estaven jubilades, 682 estaven estudiant i 555 estaven classificades com a «altres inactius».

### Ingressos
El 2009 a Noisy-le-Roi hi havia 2.984 unitats fiscals que integraven 8.273 persones, la mediana anual d'ingressos fiscals per persona era de 35.023 €.

### Activitats econòmiques
Dels 419 establiments que hi havia el 2007, 3 eren d'empreses alimentàries, 1 d'una empresa de fabricació de material elèctric, 2 d'empreses de fabricació d'altres productes industrials, 27 d'empreses de construcció, 86 d'empreses de comerç i reparació d'automòbils, 15 d'empreses de transport, 11 d'empreses d'hostatgeria i restauració, 25 d'empreses d'informació i comunicació, 20 d'empreses financeres, 28 d'empreses immobiliàries, 102 d'empreses de serveis, 74 d'entitats de l'administració pública i 25 d'empreses classificades com a «altres activitats de serveis».
Dels 63 establiments de servei als particulars que hi havia el 2009, 1 era una gendarmeria, 1 oficina de correu, 6 oficines bancàries, 1 autoescola, 3 paletes, 1 guixaire pintor, 4 fusteries, 5 lampisteries, 6 electricistes, 3 empreses de construcció, 6 perruqueries, 1 veterinari, 6 restaurants, 13 agències immobiliàries, 1 tintoreria i 5 salons de bellesa.
Dels 22 establiments comercials que hi havia el 2009, 1 era un hipermercat, 1 un supermercat, 1 una botiga de més de 120 m², 2 fleques, 3 carnisseries, 1 una carnisseria, 1 una llibreria, 4 botigues d'equipament de la llar, 2 botigues de mobles, 1 una botiga de mobles, 1 una botiga de material esportiu i 4 floristeries.

## Equipaments sanitaris i escolars
Els 3 equipaments sanitaris que hi havia el 2009 eren farmàcies.
El 2009 hi havia 3 escoles maternals i 2 escoles elementals. Noisy-le-Roi disposava d'un col·legi d'educació secundària amb 651 alumnes.

## Poblacions més properes
El següent diagrama mostra les poblacions més properes.